# Гебахард
Гебахард (лат. Gebahard; умер не позднее 801) — первый известный из исторических источников франкский граф Тревизо (776 — не позднее 801).

## Биография
Происхождение Гебахарда неизвестно: скорее всего, его родиной были области, находившиеся к северу от Альп. Он был графом в Тревизо, одном из городов Итальянского королевства. Гебахард мог получить город от правителя франков Карла Великого в 776 году, после того как в результате возглавленного Ротгаудом Фриульским неудачного мятежа его лишился последний здешний лангобардский герцог Стабилин.
Единственный нарративный источник о Гебахарде — написанное между 822 и 838 годом анонимным монахом из аббатства Райхенау сочинение «Чудеса святого Генезия» (лат. Miracula S. Genesii). В одном из созданных в X веке документов сообщается, что в 780 году Гебахард основал вблизи Тревизо монастырь. Согласно «Чудесам святого Генезия», желая снабдить новую обитель реликвиями, в 797 году граф вместе с послами Карла Великого к аббасидскому халифу Харуну ар-Рашиду отправил священника и диакона в Иерусалим. Скорее всего, для поездки в Святую землю франки воспользовались одним из кораблей Венецианской республики, в то время поддерживавшей активные торговые связи с Арабской Палестиной. Посланцы Гебахарда посетили патриарха (им тогда был Георгий) и получили от него мощи святых Генезия и Евгения. Так и не дождавшись возвращения из Багдада королевских послов (Лантфрида, Сигизмунда и Исаака), тревизские священники отбыли из Святой земли на родину. Однако во время поездки один из них умер, а к тому времени, когда второй посланец всё же в 801 году достиг Рима, скончался уже и сам Гебахард. Заботу о реликвиях взял на себя граф Флоренции Скрот, который в обмен на часть мощей Генезия, в том же году в присутствии короля Италии Пипина и епископа Вероны Ратольда перенесённых в Шинен, помог доставить остальные реликвии в Тревизо. В завершении сведений о Гебахарде в «Чудесах святого Генезия» сообщается, что вдова графа Альбегунда пожертвовала всё своё имущество основанному её мужем монастырю. Это дарение датируется 807 годом. При аббате Петре III в начале X века мощи святых Генезия и Евгения, а также вся бывшая собственность Альбегунды были переданы монастырю в Нонантоле.